# Barbara Sukowa
Barbara Sukowa (* Bremen, 2 februari 1950) is een Duitse actrice en zangeres. Naast haar werk in het theater is ze sinds het midden van de jaren zeventig in meer dan zestig film- en televisierollen verschenen en heeft daarbij vele prijzen gewonnen. De actrice verwierf vanaf de jaren tachtig internationale bekendheid door 'karakterrollen' in films als Die bleierne Zeit, Lola en Rosa Luxemburg.

## Biografische schets
Barbara Sukowa – dochter van een zakenman – bezocht het Kippenberg-Gymnasium in Bremen, toen nog een middelbare school uitsluitend voor meisjes. Van 1966 tot 1967 bracht ze een schooljaar door in Californië (VS). Hier werd ze uitgeroepen tot beste jonge actrice in het schooltheater in Orange County. Nadat ze haar middelbare school had afgerond, studeerde ze vanaf 1968 aan de Max Reinhardt School voor Drama in Berlijn.
Sukowa was getrouwd met de acteur Hans-Michael Rehberg, waarmee ze in 1978 een zoon kreeg. Daarna had ze een relatie met de Poolse acteur Daniel Olbrychski, waarmee ze een tweede zoon kreeg, Viktor Longo-Olbrychski, een singer-songwriter. Het derde huwelijk van de actrice was van 1994 tot 2018 met de Amerikaanse multimediakunstenaar en fotograaf Robert Longo, met wie ze sinds 1992 in de New Yorkse wijk Brooklyn woonde. Met hem heeft ze een derde zoon, Joseph.

## Loopbaan
Na het voltooien van haar acteeropleiding werkte Sukowa in diverse theaters in Duitstalige landen. In 1971 speelde ze bij de Berlijnse Schaubühne am Halleschen Ufer in Peter Handke's Der Ritt über den Bodensee. In de jaren zeventig speelde ze onder meer in Frankfurt am Main en in het Deutsches Schauspielhaus in Hamburg onder regisseurs als Luc Bondy en Ivan Nagel. In de tijd dat Ivan Nagel artistiek leider van het Deutsches Schauspielhaus was, werd ze vast lid van het ensemble. Toen Nagel het theater in 1980 verliet, vertrok Sukowa eveneens. In 1980 en 1981 speelde ze Rosalinde in Shakespeare's As You Like It, geregisseerd door Otto Schenk op de Salzburger Festspiele.
In diezelfde periode vroeg Rainer Werner Fassbinder haar voor zijn televisieserie Berlin Alexanderplatz, gebaseerd op het gelijknamige boek van Döblin. Haar succesvolle vertolking van de rol van Mieze leidde ertoe dat Fassbinder haar engageerde voor zijn volgende film, Lola (1981), waarin ze naast Armin Mueller-Stahl en Mario Adorf stond. In hetzelfde jaar speelde ze de hoofdrol in Margarethe von Trotta's film Die bleierne Zeit. Voor beide films ontving ze de Deutscher Filmpreis.
In 1983 werd ze door het theatertijdschrift Theater heute verkozen tot "Schauspielerin des Jahres" voor de rol van Hilde Wangel in Ibsens Baumeister Solness, geregisseerd door Peter Zadek. In 1986 speelde ze de titelrol in Von Trotta's Die Geduld der Rosa Luxemburg. Voor deze rol ontving Sukowa de prijs voor "beste actrice" op het filmfestival van Cannes in 1986.
Eind jaren tachtig begon Sukowa een carrière als zangeres. Sindsdien geeft ze klassieke concerten over de hele wereld, onder meer met de dirigenten Claudio Abbado en Esa-Pekka Salonen. Met dirigent Reinbert de Leeuw en het Schönberg Ensemble nam ze de productie Im wunderschönen Monat Mai op, die gewijd is aan Duitse romantische liederen, met name van Franz Schubert en Robert Schumann. Met haar toenmalige echtgenoot Robert Longo richtte ze de rockband Barbara Sukowa & The X-Patsys op, waarvoor haar zoon Viktor ook enkele songs schreef.
In 2012 werd Sukowa benoemd tot lid van de wedstrijdjury op het 62e Internationaal filmfestival van Berlijn. Van 2015 tot 2018 speelde ze de rol van Katarina Jones in de Amerikaanse sciencefictionserie 12 Monkeys. In 2019 speelde ze samen met Martine Chevallier in Filippo Meneghetti's lesbische relatiedrama Deux. Voor haar optreden in deze Franstalige productie werd ze in 2021 de eerste Duitse actrice die de Prix Lumières won en werd ze daarnaast genomineerd voor de César van "beste hoofdrol".

## Prijzen, eerbewijzen
- 1981: Deutscher Darstellerpreis
- 1981: Gouden fenix (acteerprijs van de Biënnale van Venetië), voor Die bleierne Zeit
- 1982: Deutscher Filmpreis (beste acteerprestatie), voor Lola en Die bleierne Zeit
- 1983: tz-Rose des Jahres van die tageszeitung
- 1983: Schauspielerin des Jahres van het theatermagazine Theater heute

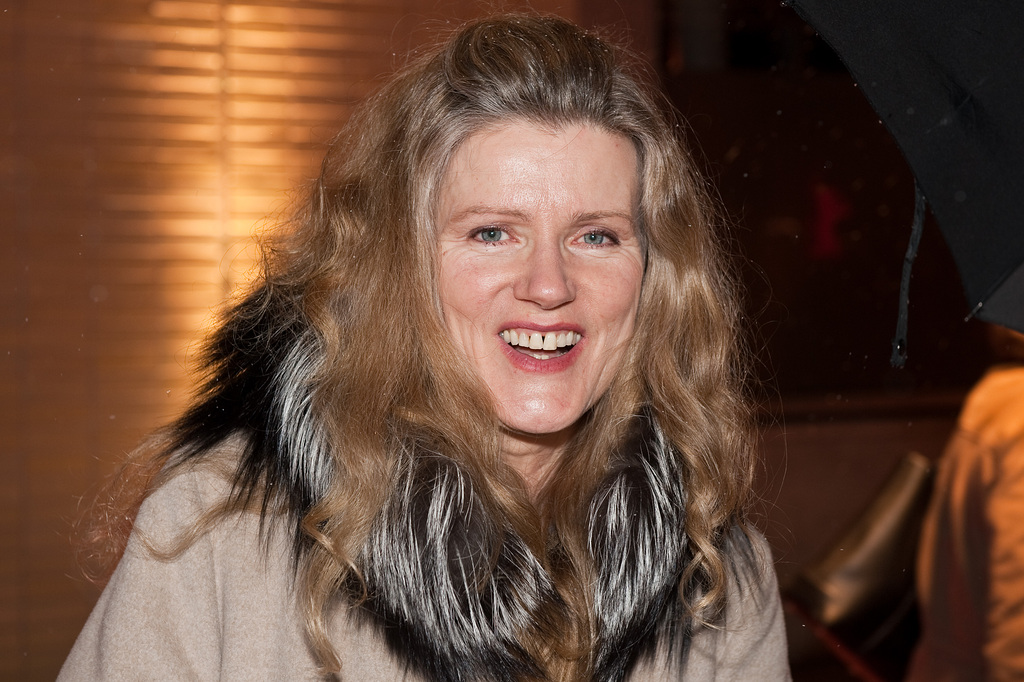
Sukowa op de Berlinale 2010

- 1986: Deutscher Filmpreis (beste acteerprestatie), voor Rosa Luxemburg
- 1986: Beste actrice op het Filmfestival van Cannes, voor Rosa Luxemburg
- 1997: Bayerischer Filmpreis (acteerprijs), voor Im Namen der Unschuld
- 2006: Adolf-Grimme-Preis, voor Hierankl
- 2007: Nestroy-Theaterpreis (nominatie) voor beste actrice, voor Quartett bij de Salzburger Festspiele
- 2008: Beste actrice Internationaal filmfestival van Montréal, voor Die Entdeckung der Currywurst
- 2008: ECHO Klassik–Preis in de categorie Klassiek zonder grenzen, voor Im wunderschönen Monat Mai
- 2009: Bayerischer Filmpreis (acteerprijs), voor Vision – Aus dem Leben der Hildegard von Bingen
- 2012: Beierse Orde van Verdienste
- 2012: Bayerischer Filmpreis (acteerprijs), voor Hannah Arendt
- 2013: Deutscher Filmpreis (beste acteerprestatie - vrouwelijke hoofdrol) voor Hannah Arendt
- 2013: Toneelprijs "Die Europa" van het Internationales Filmfest Braunschweig
- 2014: Ster op de "Boulevard der Stars" (Potsdamer Platz, Berlijn)
- 2021: Prix Lumières – Beste actrice, voor Deux (met Martine Chevallier)
- 2023: CineMerit Award

## Filmografie
- 1974: Unter Ausschluß der Öffentlichkeit (televisieserie; aflevering: Der Abstieg)
- 1974: Hauptsache die Kohlen stimmen (televisieserie)
- 1977: Schule mit Clowns (televisieserie)
- 1977: Verkaufte Träume (televisiefilm)
- 1977: Frauen in New York (televisiefilm)
- 1978: Heinrich Heine (2-delige televisiefilm)
- 1980: Tatort – aflevering: Der gelbe Unterrock
- 1980: Berlin Alexanderplatz (televisieserie; regie: Rainer Werner Fassbinder)
- 1980: St. Pauli-Landungsbrücken (televisieserie; 1 aflevering)
- 1981: Die bleierne Zeit (regie: Margarethe von Trotta)
- 1981: Lola (regie: Rainer Werner Fassbinder)
- 1982: Equateur
- 1982: Deadly Game – Treibjagd der Aggressionen
- 1983: Zwei Profis steigen aus (Un dimanche de flic)
- 1984: Baumeister Solness (televisiefilm)
- 1985: Space (televisieserie)
- 1986: Die Geduld der Rosa Luxemburg (regie: Margarethe von Trotta)
- 1987: Die Verliebten
- 1987: Der Sizilianer (The Sicilian)
- 1991: Europa (regie: Lars von Trier)
- 1991: Homo Faber (regie: Volker Schlöndorff)
- 1993: Pakt mit dem Tod (Colpo di coda; televisiefilm)
- 1993: M. Butterfly
- 1995: Vernetzt – Johnny Mnemonic (Johnny Mnemonic)
- 1997: Im Namen der Unschuld
- 1997: Office Killer
- 1998: Haus der verlorenen Seelen
- 1999: Das schwankende Schiff (Cradle Will Rock)
- 1999: Das dritte Wunder (The Third Miracle)
- 2000: Urbania
- 2001: Thirteen Conversations About One Thing
- 2002: Liebe, Lügen, Leidenschaft (televisieserie)
- 2003: Hierankl
- 2004: Die andere Frau (televisiefilm)
- 2005: Romance & Cigarettes
- 2008: Die Entdeckung der Currywurst (regie: Ulla Wagner)
- 2009: [Vision – Aus dem Leben der Hildegard von Bingen (regie: Margarethe von Trotta)
- 2011: Nacht ohne Morgen (regie: Andreas Kleinert)
- 2012: Hannah Arendt (script en regie: Margarethe von Trotta)
- 2015–2018: 12 Monkeys (televisieserie, 45 afleveringen)
- 2015: Die abhandene Welt (script en regie: Margarethe von Trotta)
- 2016: Vor der Morgenröte
- 2017: Atomic Blonde
- 2018: Gloria – Das Leben wartet nicht (Gloria Bell)
- 2019: Native Son
- 2019: Rocca verändert die Welt
- 2019: Wir beide (Deux)
- 2020: Enkel für Anfänger
- 2020: Hunters (televisieserie, 1 aflevering)
- 2022: Weißes Rauschen (White Noise)
- 2022: Dalíland
- 2023: Der Schwarm (televisieserie)
- 2023: Air: Der große Wurf (Air)
- 2023: Enkel für Fortgeschrittene
- 2024: Constellation (miniserie)

- Bibsys: 90880913
- Biblioteca Nacional de España: XX1500898
- Bibliothèque nationale de France: cb13957000v (data)
- Catàleg d'autoritats de noms i títols de Catalunya: 981058530534406706
- CiNii: DA12216492
- Gemeinsame Normdatei: 119437597
- International Standard Name Identifier: 0000 0001 0893 544X
- Library of Congress Control Number: n92106740
- MusicBrainz: f20bc712-1ba0-4503-ae4e-e124e1040aca
- Nationale Bibliotheek van Tsjechië: xx0075186
- Nationale bibliotheek van Australië: 35140669
- Nationale Bibliotheek van Israël: 987007506489805171
- Nationale Bibliotheek van Polen: a0000002858881
- Nederlandse Thesaurus van Auteursnamen: 072519363
- Réseau des bibliothèques de Suisse occidentale: 02-A003875567
- Système universitaire de documentation: 055391850
- Trove: 839880
- Virtual International Authority File: 44491238
- WorldCat: E39PBJyGYMfxMwWKjvDdPyP84q